# أستريد هولم (رسامة)
أستريد هولم (بالدنماركية: Astrid Holm)‏ هي رسامة دنماركية، ولدت في 30 أكتوبر 1876 في كوبنهاغن في الدنمارك، وتوفيت في 12 ديسمبر 1937 في فريدريكسبرغ في الدنمارك.